# Hualianceratops
Hualianceratops è un genere estinto  di piccolo dinosauro ceratopside, vissuto circa 160 milioni di anni fa, durante il Giurassico superiore, in quella che è oggi la Cina. Il genere comprende una singola specie ossia H. wucaiwanensis, descritta solo nel 2015. Dai pochi resti fossili si pensa che questo animale avesse le stesse dimensioni di grosso spaniel.

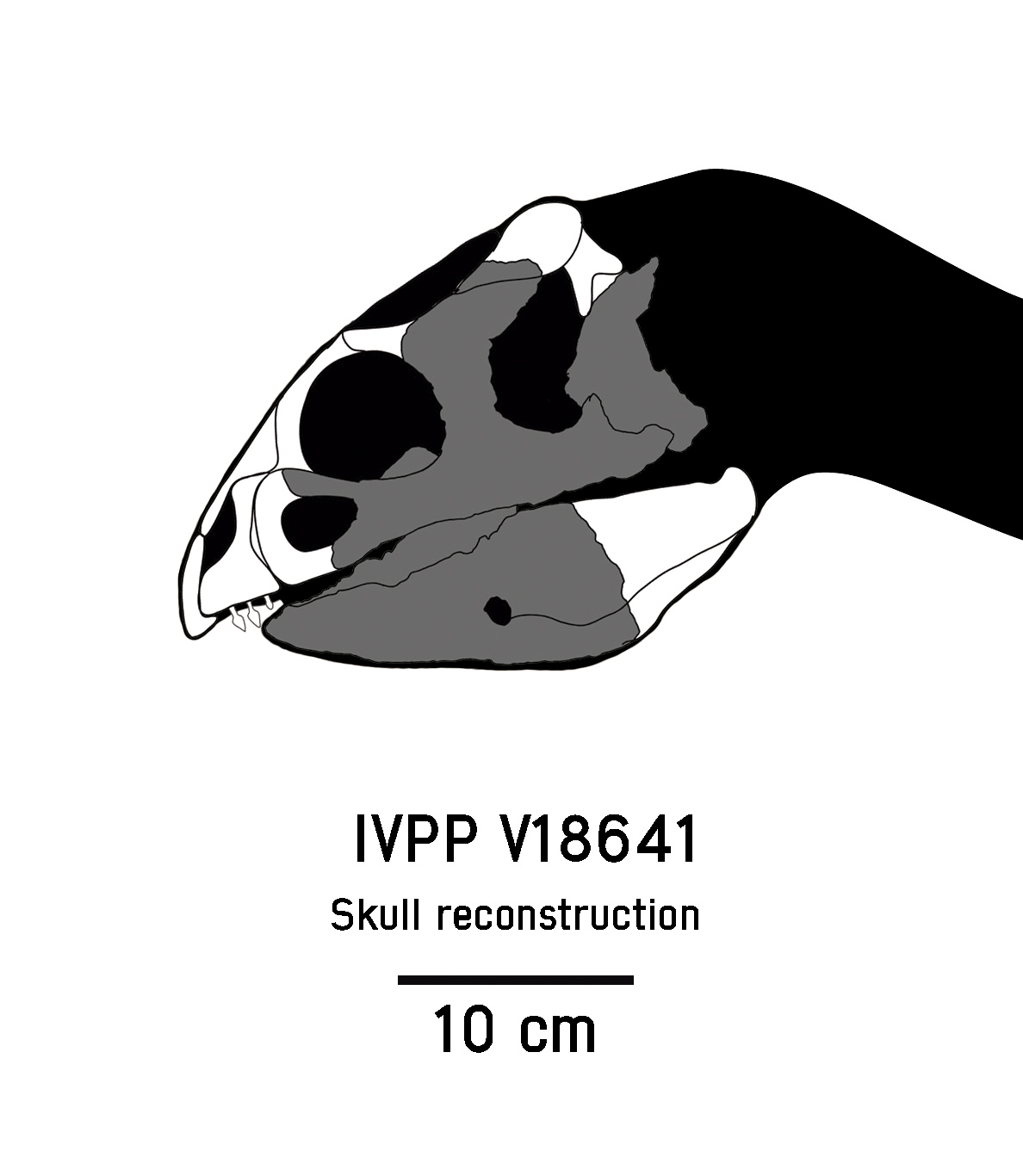
Ricostruzione del cranio di H. wucaiwanensis. In bianco le parti conosciute.

Nel 2002, una spedizione congiunta da parte dell'Istituto di paleontologia dei vertebrati e paleoantropologia e la George Washington University, inviata nella regione di Wucaiwan, nello Xinjiang, scoprì lo scheletro di un piccolo dinosauro erbivoro. Il fossile fu in seguito preparato dai paleontologi Xiang Lishi, Yu Tao e Ding Xiaoqing.
Nel 2015, la specie tipo H. wucaiwanensis è stato denominato e descritto da Han Fenglu, Catherine A. Forster, James M. Clark, e Xu Xing. Il nome generico combina la parola cinese Hua, "ornamentale" e Lian, "faccia", in riferimento alle decorazioni ossee presenti sulle ossa mascellari, unito alla parola Ceratops, che in greco antico significa "faccia cornuta", un suffisso usuale nei nomi dei ceratopsidi. Il nome specifico si riferisce alla provenienza da Wucaiwan, che significa "baia dai cinque colori". La specie è stata denominata nelle pubblicazioni elettroniche di PLoS ONE. Dalle prime classificazione sembrerebbe appartenere alla famiglia dei Chaoyangsauridae.
L'olotipo, (IVPP V18641), è stato ritrovato in uno strato della Formazione Shishugou, risalente al Oxfordiano. L'olotipo è costituito da uno scheletro parziale, comprendente il cranio e la mascella inferiore. Le parti meglio conservate sono i lati posteriori della testa, alcune vertebre sacrali, gli arti posteriori, un osso del polpaccio sinistro e il piede sinistro.